# Кікіш (комуна)
Кікіш (рум. Chichiș) — комуна у повіті Ковасна в Румунії. До складу комуни входять такі села (дані про населення за 2002 рік):
- Бечел (622 особи)
- Кікіш (1075 осіб) — адміністративний центр комуни

Комуна розташована на відстані 150 км на північ від Бухареста, 10 км на південь від Сфинту-Георге, 19 км на північний схід від Брашова.

## Населення
За даними перепису населення 2002 року у комуні проживали 1697 осіб.
Національний склад населення комуни:
| Національність | Кількість осіб | Відсоток |
| -------------- | -------------- | -------- |
| угорці         | 864            | 50,9%    |
| румуни         | 812            | 47,8%    |
| цигани         | 19             | 1,1%     |
| українці       | 1              | 0,1%     |
| італійці       | 1              | 0,1%     |

Рідною мовою назвали:
| Мова       | Кількість осіб | Відсоток |
| ---------- | -------------- | -------- |
| угорська   | 896            | 52,8%    |
| румунська  | 800            | 47,1%    |
| італійська | 1              | 0,1%     |

Склад населення комуни за віросповіданням:
| Релігія                                       | Кількість осіб | Відсоток |
| --------------------------------------------- | -------------- | -------- |
| православні                                   | 825            | 48,6%    |
| реформати                                     | 530            | 31,2%    |
| унітарії                                      | 210            | 12,4%    |
| римо-католики                                 | 106            | 6,2%     |
| не релігійні                                  | 5              | 0,3%     |
| лютерани (Аугсбурзького сповідання)           | 4              | 0,2%     |
| лютерани                                      | 3              | 0,2%     |
| лютерани (Синодально-пресвітеріанська церква) | 2              | 0,1%     |
| греко-католики                                | 1              | 0,1%     |